# EPaper (NRC Handelsblad)
ePaper is een digitale versie voor elektronisch papier, iPhone, iPad en computer van de Nederlandse krant NRC Handelsblad die sinds 13 oktober 2008 te koop is. Ook de NRC Next is als ePaper beschikbaar.
De ePaper is te downloaden als ePub-, Mobipocket- en PDF-bestand en kan ook online of met behulp van een mobiele app gelezen worden.
De ePaper verschijnt eerder dan de papieren krant, op weekdagen doorgaans om drie uur 's middags. Op zaterdag is het ePaper vanaf zeven uur 's morgens te downloaden.